# 素朴実在論
素朴実在論（そぼくじつざいろん、英:Naïve realism）とは、実在論の一形態で「この世界というのは、自分の眼に見えたままに存在している」とする考え方のことである。

## 概説
子供などが持っている素朴な実在論である。

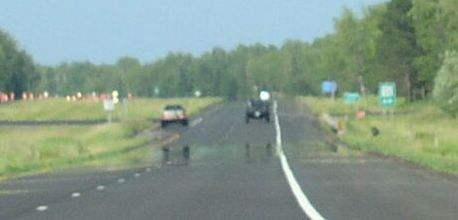
「道路上に水がある」

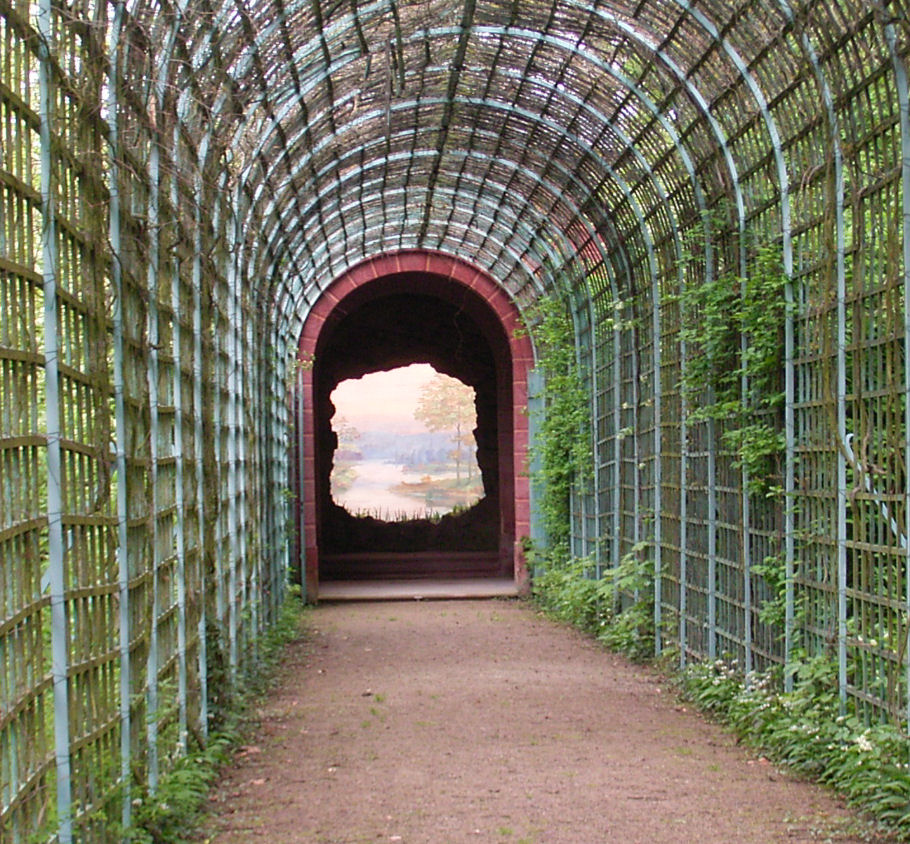
「トンネルのむこうに川と木がある」

この実在観の例をあげると、例えば、木の葉を見て、ミドリの葉が実在していると思ったりすることである。
また、例えば右のような場面において「水がある」と思ったり、「トンネルのむこうに川と木がある」と思うのも素朴実在論と言える。
素朴実在論が哲学者によって未熟だと烙印を押されるのは、一つには、上の木の葉の例で言えば、木の葉は夕日の中や薄暗がりの中では黒かったりし、ミドリ色として決まっている木の葉があるわけではない、ということからでもある。
人間というのは素朴な状態なままだと、自分が肉眼で感じられた内容をそのまま存在すると信じ、反対に、見えないものは存在していないと思い込む傾向がある。
また人は素朴な状態では、物というのは他の物とガツンとぶつからなければ動きに変化はないと思っている。デカルトの渦動説にはそうした素朴な考えの影響があるということは科学史家が指摘している。また、アイザック・ニュートンが『自然哲学の数学的諸原理』で万有引力を提唱した時、同時代人がそれをオカルトだと呼んで非難したことには、「自分が感覚器で感じられるものは実在しているに決まっており、反対に 自分の感覚器で感じられないもの（見えないもの、触れられないもの）は存在していないに決まっている」とする素朴な考え方を無自覚に持ったり頑強なまでに信じ込む人が多い、という背景がある。
19世紀から20世紀にかけて自然科学の領域で様々な遠隔力が発見されたことで、今でこそ（ニュートンの時代とは異なり）、知覚できないことであっても実在しているものはやはり実在しているのだ、という見方は知識として一応普及した。
人類は古くから、自分の眼に見えていてもそれが実在していなかったという経験や、反対に、たとえ肉眼では見えなくても（あるいは他の感覚器でも知覚できなくても）確かに何かが実在していた、という経験を繰り返している。こうして人間は、素朴実在論とは異なった考え方を探求してきた。

## 素朴実在論の乗り越えや改良
この素朴実在論とは異なった考え方の一つが、プラトンが提示したイデアという考え方である。これは、本物の実在というのは霊界にあるイデアであり、我々がふだん肉眼で見たと信じているものはイデアの摸造にすぎない、我々は以前イデアを見て過ごしていたがこちらの世界に来る時にその記憶を失ってしまった、だからそのイデアを《想起（アナムネーシス）》して見ることが、実在を真に認識することになるのだ、とするものである。
「本当の実在はあちら側の世界にあり、こちらの世界はみかけにすぎず摸造だ 」とするこのプラトニズムの世界観は、一方では現在のスピリチュアリズムの考えともつながっている。
またその一方で、このプラトニズムが結果として数理的に自然を把握しようとする西洋の科学をもたらすことになった、と指摘する科学史家もいる。（カール・ポパーが提示した「数理的な《世界3》が実在し、我々の世界はその《世界3》が投影されたものだ」という考え方も、このプラトニズムの系譜に属すると指摘されてもいる。なおポパーの《世界3》という考え方はロジャー・ペンローズも支持している。）
また西欧哲学においては、我々が感じている内容を現象と呼び、それについて考察してきた。ヒュームは懐疑的にとらえ、我々が感覚器でとらえていることは客観性とは繋がり得ないと見なした。カントは、現象は《物自体》と対比され、現象というのは物自体と主観との共同作業によって構成されるものだとし、人は現象が構成される以前の《物自体》を認識することはできない、とした。フッサールは現象学を創始した。
素朴実在論を改変・改良した考え方としては他に、「世界は現に存在しているが、しかしその世界は必ずしもそのすべての点において私たちに見えているとおりのものとは限らない」とする批判的実在論がある。
現代の科学では「我々は、世界が存在すると見なし、しかもその世界の構造が部分的には認識可能であることを想定してはいるが、世界について我々が行うあらゆる言明は仮説的な性格を持つ」というCampbellの「仮説的実在論」がある。

## 備考
- 素朴実在論は自然科学成立のための根本前提であり、また、唯物論も素朴実在論の立場に立つため、両者は同じ土台（素朴実在論）から成立したものとされる[3]。
- 「この世界というのは、自分の眼に見えたままに存在している」の「自分の眼に見えた」は、個別の事態ではなく、習慣的な事態群である。世界のすべてを一度に見ることはできないからである。この命題は「この世界というのは、いつも自分の眼に見えたままに存在している」と解釈しなければならない。したがってその否定は、「この世界というのは、自分の眼に見えたままに存在していることはない」ではなく、「この世界というのは、自分の眼に見えたままに存在しているとはかぎらない」である。人間を含む動物の感覚器は不完全なので、実在しない（と思われる）対象を知覚する場合や、実在する（はずの）対象を知覚できない場合もあるが、本来は、当該の動物種にとって知覚することが必要な、実在する対象だけを知覚するために作られているものと考えられる。さもないと、動物は食物を得られず、危険を回避できず、滅びてしまうであろう。
- 存在論において究極の問いである「なぜ何も無いのではなく何かがあるのか」にも関連する。